# Aphytis fisheri
Aphytis fisheri är en stekelart som beskrevs av Debach 1959. Aphytis fisheri ingår i släktet Aphytis och familjen växtlussteklar.
Artens utbredningsområde är:
- Pakistan.
- Taiwan.
- Thailand.

Inga underarter finns listade i Catalogue of Life.